# Cerrito del chiquihuite
El Cerrito del Chiquihuite llamado simplemente El Cerrito es un teocalli menor mesoamericano, ubicado en el municipio de Zacatelco en el sur del estado mexicano de Tlaxcala.
Actualmente, es un yacimiento arqueológico sin protección de ningún tipo, su último rescate fue en los años 1970 cuando se rehabilitó su escalinata principal moldeándola en forma piramidal. Se localiza a 15 kilómetros de la ciudad de Tlaxcala, a 21 kilómetros de la ciudad de Puebla y a 119 kilómetros  de la Ciudad de México.

## Historia
Se desconoce la fecha de su edificación, sin embargo se estima que fue cimentado desde la fundación de la ciudad, considerado un monumento precolombino.
El Cerrito del Chiquihuite tuvo una restauración de su escalinata principal en los años 1970, desde entonces ha sufrido una diversidad de alteraciones a su construcción original.
A lo largo de los años, se hallaron piezas arqueológicas tales como figuras de arcilla, vasijas, un monolito en forma de cuña con el águila bicéfala, así como diferentes piedras de ascendencia prehispánica, las cuales fueron hurtadas.
Entre una de sus mayores modificaciones, se encuentra el levantamiento de una ermita católica en la cima de la pirámide. El teocalli era usado para rendir homenajes y tributos a Matlalcueye —diosa del agua—.